# Udria
Koordinaten: 59° 24′ N, 27° 55′ O

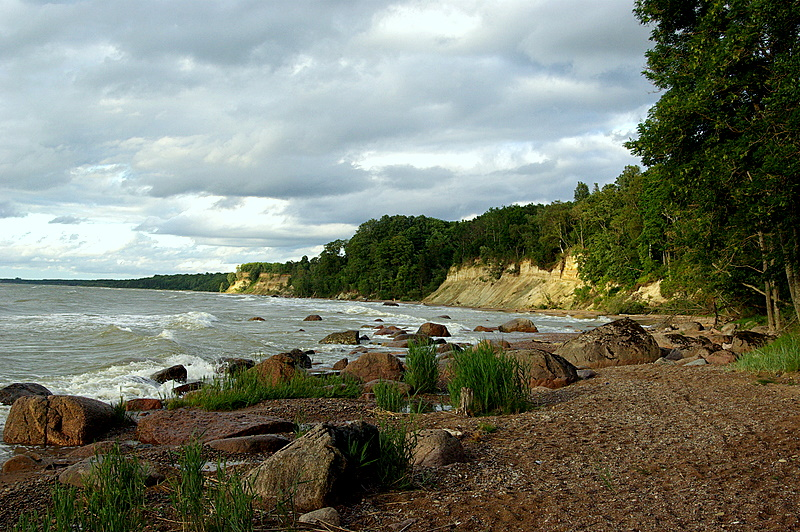
Der Klint (Udria pank) an der Ostsee bei Udria.

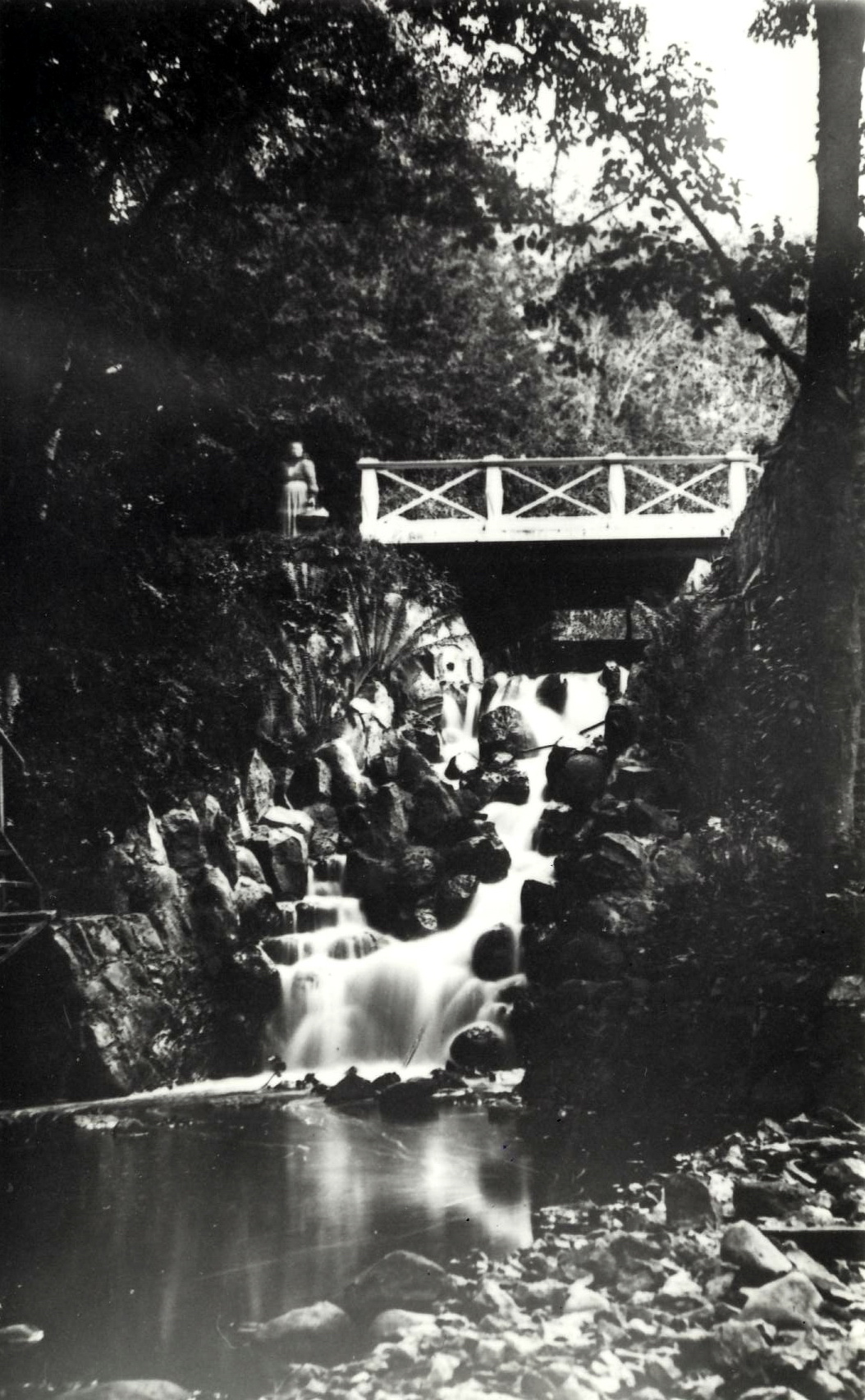
Der Udria-Wasserfall in einer Aufnahme von 1905. Damals war er Teil des Schlossparks der russischen Familie Kotschnew.

Udria ist ein Dorf (estnisch küla) in der Stadtgemeinde Narva-Jõesuu (bis 2017 Landgemeinde Vaivara). Es liegt im Kreis Ida-Viru (Ost-Wierland) im Nordosten Estlands.

## Beschreibung und Geschichte
Das Dorf hat 24 Einwohner (Stand 1. Januar 2012). Es liegt direkt am Finnischen Meerbusen, 30 Kilometer von der Stadt Jõhvi entfernt.
Bei Naturliebhabern ist der Ort vor allem für das Urstromtal des fünf Kilometer langen Udria-Bachs (Udria oja) und den Udria-Wasserfall (Udria juga bzw. Utria juga) bekannt. Am Strand finden sich zahlreiche große Findlinge.
Der Ort wurde erstmals 1241 im Liber Census Daniæ urkundlich erwähnt. Er trug damals den Namen Ydrigas. Ab dem 17. Jahrhundert ist eine Wassermühle am Udria-Bach nachweisbar. Sie wurde im Jahre 1900 abgerissen, als die Familie Kotschnew ihren Schlosspark vergrößern ließ. Das Schloss wurde im Ersten Weltkrieg zerstört.
Wie viele Dörfer der Umgebung erlebte auch Udria ab der Mitte des 19. Jahrhunderts einen Boom von Ausflüglern, die an der Ostsee-Küste die Sommerfrische genießen wollten. Es entstanden zahlreiche Sommerhäuschen.
1944 wurden während des Zweiten Weltkriegs fast alle Gebäude des Ortes von der deutschen Wehrmacht zerstört.

## Estnischer Freiheitskrieg
Am 17. Januar 1919 landeten während des Estnischen Freiheitskrieges estnische Truppen und finnische Freiwillige bei Udria. Sie standen unter dem Kommando von Johan Pitka und Martin Ekström.
Die Soldaten konnten die sowjetrussischen Truppen zurückschlagen. Die Operation leitete die Vertreibung der Bolschewiki aus der Stadt Narva zwei Tage später ein.
1939 wurde an der Landungsstelle eine Gedenktafel eingeweiht. Sie wurde ein Jahr später, nach der sowjetischen Besetzung Estlands, zerstört. Nach Wiedererlangung der estnischen Unabhängigkeit wurde am 2. Juni 1990 eine Nachbildung der Tafel an der historischen Stelle angebracht. Diese Tafel wurde ein Jahr später von Unbekannten erneut zerstört. 1999 wurde eine neue Erinnerungstafel hergestellt.